# Mariano Díez Tobar
Mariano Díez Tobar (Tardajos, Burgos, 21 de mayo de 1868-Madrid, 25 de julio de 1926) fue un fraile español, que destacó como científico e inventor de origen autodidacta. Inventó un aparato que después llamó cinematógrafo. Destinado a Villafranca del Bierzo (León) en 1900, allí desarrolló la mayor parte de su labor y contribuyó de forma fundamental a la creación de un museo de historia natural con 3800 muestras y un laboratorio de física.

## Biografía
Fue hijo de Alejo Díez Tobar de profesión labrador, y Petra Tobar Tobar, una familia humilde de Tardajos, un pueblo situado a diez kilómetros de la ciudad de Burgos. Buen estudiante, destacó y fue enviado a estudiar con diez años a un colegio en el pueblo cercano de Las Quintanillas. Ingresó con catorce años en 1882 en el colegio seminario de Sigüenza. Mariano entró en 1883 como fraile en la Congregación de la Misión, más conocida como padres paúles, recibiendo el presbiterado en 1892.
En 1889, cuando es profesor de ciencias en un colegio de la orden religiosa en Murguía (Álava), llama la atención por su interés en el desarrollo de la proyección de imágenes en movimiento, el germen de la aún casi desconocida cinematografía, que estaba surgiendo con primitivos aparatos de la mano de diferentes inventores como Max Skladanowski y su hermano Emil con el proyector llamado Bioscope de 1895 en Alemania o Edison en Estados Unidos con su Quinetoscopio presentado en 1891. 
En 1892 en Murguía pronunciaba una conferencia con éxito -y repetida después en Bilbao- con el tema: «El cinematógrafo: descripción del aparato por el que las imágenes de las personas, lo mismo que las demás cosas, sea que en el acto existan, sea que ya no existan, aparecen al vivo y como si fueran la realidad, con sus colores, movimientos, etc., ante nuestra vista». En un museo en Baños de Molgas (Orense), hay expuesto un cinematógrafo construido por Mariano en 1893.
El 13 de febrero de 1895 los hermanos Lumière patentaron el primer cinematógrafo que tuvo un gran éxito con la primera exhibición pública en París el 28 de diciembre. Según el historiador Mitxel Olabuenaga, Mariano Díez Tobar, unos años antes del éxito del cinematógrafo de los Lumière, mantuvo contacto con un empresario e ingeniero francés llamado A. Flamereau en una de sus veladas sobre su idea de cinematógrafo. Esta persona terminaría mandando construir una máquina basada en la conferencia que sería después la evolución del primer proyector que presentaron los Lumière. El 13 de mayo de 1896 fue invitado al Hotel Rusia de Madrid, en la Carrera de San Jerónimo, a la presentación de la primera película de los Lumière proyectada con su «cinématographe» en España, pero el sacerdote declinó la invitación. Otra de sus investigaciones relacionadas fue el icocinéfono, un mecanismo capaz de grabar sonido y poder añadirlo al cinematógrafo, diseñado sólo para emitir una sucesión de imágenes grabadas previamente.
Su interés científico y su didáctica popular con veladas científico-literarias a las que invitaba a los profesores y a la gente del pueblo, una revista del colegio La Juventud Berciana, en la que dio a conocer sus ideas filosóficas o el acceso público a su biblioteca personal de más de 500 volúmenes con libros tanto de filosofía como de ciencias físicas o matemáticas. Sin embargo, su carisma y actividades le ocasionó problemas con un sector más tradicionalista de la enseñanza y con algunos de sus superiores en la orden religiosa, quienes llegaron a investigarle por supuesta herejía y no seguir los preceptos de la orden. Él siempre desestimó estas acusaciones defendiendo el complicado equilibrio que ha marcado durante siglos la relación entre la ciencia y la religión. Muchos documentos y cartas originales del padre Mariano, guardados en el colegio de la orden en Villafranca del Bierzo donde fue profesor entre los años 1900 y 1903, 1904 y 1921, parece ser que fueron destruidos o perdidos tras ponerse enfermo y ser trasladado a Madrid, donde falleció en 1926.

## Inventos
Entre otros proyectos -además de un cinematógrafo- ideó una máquina para producir armonías de los sonidos; un aparato para conservar el vino; un reloj cuya cuerda era la voz y que funcionó durante diez años colgado sobre la pizarra de un aula de Villafranca, activado sólo por el sonido de las lecciones; un reloj sin cuerdas que marcaba las horas y los minutos, y no a saltos, como los demás relojes, sino de un modo continuo; ellogautógrafo, que partía del principio de que «es físicamente posible valerse de la energía de la palabra-sonido para dejarla impresa en el papel», con tantos resonadores «cuantos sonidos se quieran aprovechar de nuestro lenguaje»; el icocinéfono, que aplicaba el sonido del fonógrafo al cinematógrafo y anticipaba así el cine sonoro; o el iconotelescopio —o iconoscopio—, que permitiría ver imágenes a distancia y constaba de un transmisor (una cámara oscura con una lámina delgada de sulfuro de antimonio y plomo como fondo), un receptor (otra cámara oscura con fondo de cristal blanco) y un regulador sincrónico, una descripción primitiva de una televisión. Nunca llegó a patentar ninguno de sus inventos, aunque animaba a todas aquellas personas que lo deseasen a experimentar y construir sus ideas. Por ejemplo, la revista El Mundo Científico de Barcelona, publicó un resumen de una de las conferencias y terminaba con esta sencilla nota: «El conferenciante autoriza  con absoluto desinterés a cualquiera de los asistentes para que lleven a la práctica cualquiera de las ideas ó conceptos que se encuentren nuevos en sus conferencias.».

## Reconocimientos
En octubre de 2017, el partido político Ciudadanos pidió en el pleno de la Diputación Provincial de Burgos el reconocimiento público de su figura.
En junio de 2018, el ayuntamiento de Tardajos, en honor al 150 aniversario de nacimiento y como uno de los precursores del cinematógrafo, instaló una placa en la casa donde nació y en agosto colocó a la entrada el pueblo un monolito con un retrato y su cinematógrafo.
En marzo de 2019, el presidente Pedro Sánchez ensalzó su figura como uno de los precursores del cinematógrafo durante una visita al Instituto Tecnológico de Castilla y León (ITCL) en Burgos.